# Sommer-Paralympics 2016/Teilnehmer (Montenegro)
| stlisierte Goldmedaille | stlisierte Silbermedaille | stlisierte Bronzemedaille |
| ----------------------- | ------------------------- | ------------------------- |
| —                       | —                         | —                         |

Montenegro entsendete zu den Paralympischen Sommerspielen 2016 in Rio de Janeiro (7. bis 18. September) zwei Athleten, einen Mann und eine Frau. Flaggenträger der montenegrinischen Paralympics-Mannschaft war der Schwimmer Ilija Tadić.

## Teilnehmer nach Sportart

### Leichtathletik
| Athleten           | Wettbewerb        | Vorlauf/Vorkampf | Vorlauf/Vorkampf | Halbfinale | Halbfinale | Finale     | Finale | Rang |
| Athleten           | Wettbewerb        | Zeit/Weite       | Rang             | Zeit/Weite | Rang       | Zeit/Weite | Rang   | Rang |
| ------------------ | ----------------- | ---------------- | ---------------- | ---------- | ---------- | ---------- | ------ | ---- |
| Frauen             |                   |                  |                  |            |            |            |        |      |
| Marijana Goranović | Diskuswurf F40/41 | –                | –                | –          | –          | 19,28 m    | 9      | 9    |
| Marijana Goranović | Kugelstoßen F41   | –                | –                | –          | –          | 6,57 m     | 8      | 8    |

### Schwimmen
| Athleten    | Wettbewerb        | Vorlauf | Vorlauf | Finale        | Finale        | Rang |
| Athleten    | Wettbewerb        | Zeit    | Rang    | Zeit          | Rang          | Rang |
| ----------- | ----------------- | ------- | ------- | ------------- | ------------- | ---- |
| Männer      |                   |         |         |               |               |      |
| Ilija Tadić | 50 m Freistil S9  | 27,60 s | 15      | ausgeschieden | ausgeschieden | 15   |
| Ilija Tadić | 100 m Freistil S9 | 59,91 s | 17      | ausgeschieden | ausgeschieden | 17   |